# Banneville-sur-Ajon

Banneville-sur-Ajon este o comună în departamentul Calvados, Franța. În 1 ianuarie 2018 avea o populație de 434 de locuitori.